# Liga Sfântă (1495)

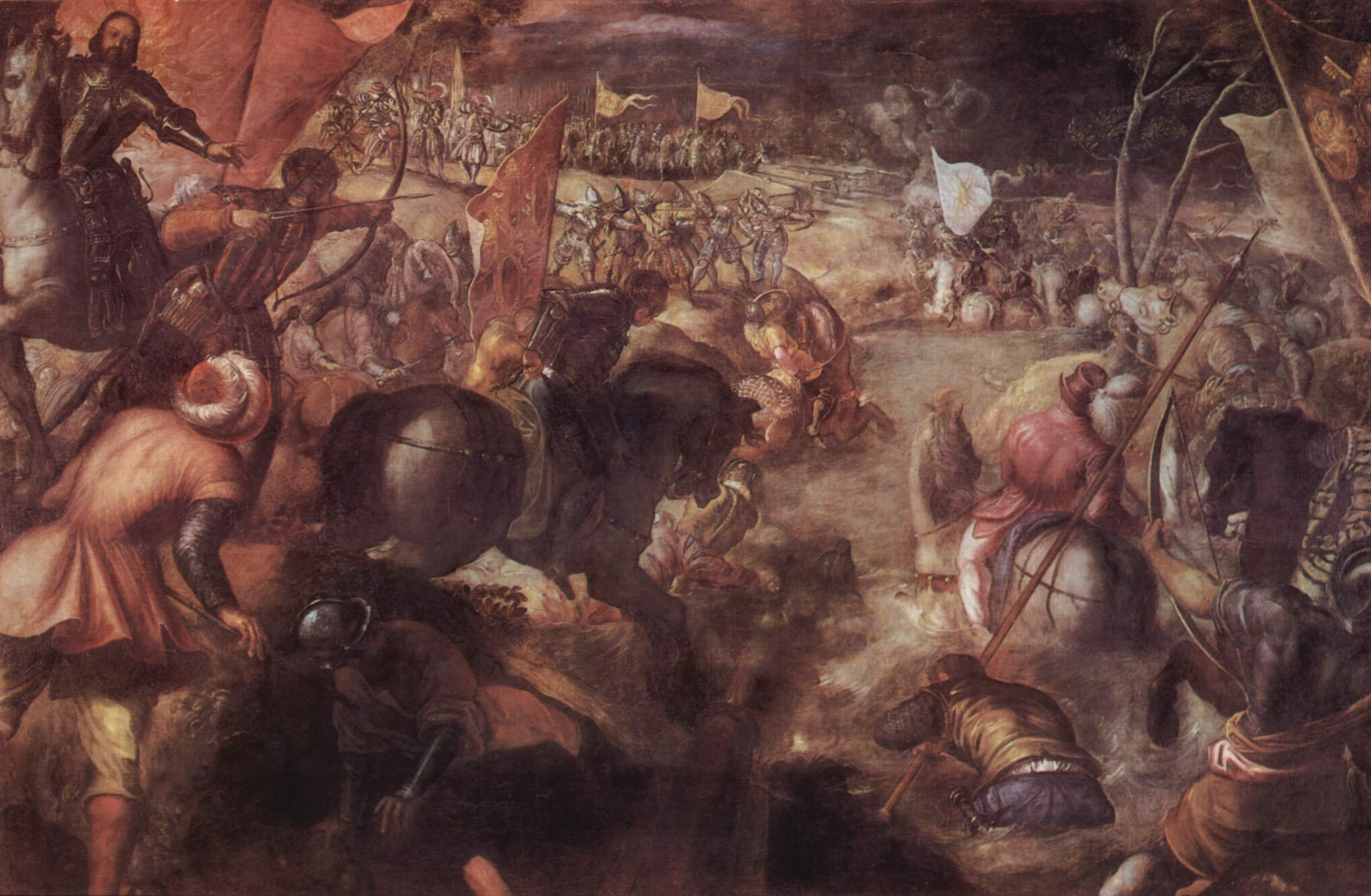
Tintoretto, Bătălia de la Fornovo, 1579

Liga Sfântă (1495), cunoscută în istorie și sub numele de Liga venețiană, a fost o coaliție a oponenților hegemoniei Franței în Italia, constituită la inițiativa papei Alexandru al VI-lea la 31 martie 1495. Această alianță grupa Republica Venețiană, Ducatul Milanului, Statele Papale, Sfântul Imperiu Romano-German și Regatul Aragonului.
În condițiile în care regele Carol al VIII-lea al Franței invadase Italia, mărșăluind rapid spre sudul peninsulei și cucerind Napoli, principatele feudale italiene au realizat pericolul ce le pândea, acela de a-și pierde complet autonomia și au încercat să treacă peste disensiunile tradiționale dintre ele.
La sfârșitul secolului al XV-lea, Italia, divizată din punct de vedere politic, devenise victima rivalitățile dintre monarhiile vecine cu ea, a căror putere economică și militară era în creștere, și care râvneau la bogățiile peninsulei. În acel moment, doar cinci state italiene mai aveau o importanță majoră: Veneția, Milano, Florența, Statele Papale și Regatul Neapolelui. Aceste state mențineau un echilibru precar între ele, dar ambițiile exagerate ale conducătorilor acestora au dus la conflicte armate în care au ajuns să apeleze la ajutoare străine, cu rezultatul că Italia a devenit prada ambițiilor francezilor, germanilor și spaniolilor. Invazia franceză din 1494 a dus la o perioadă de conflicte armate aproape permanente, întrerupte de scurte armistiții, perioadă cunoscută în istorie sub numele de Războaiele Italiene.
Carol al VIII-lea, aflat la Napoli (pe care îl cucerise în februarie 1495), fiind înștiințat de constituirea Sfintei Ligi, a realizat pericolul de a fi blocat în sudul peninsulei și a părăsit orașul pe 20 mai 1495, lăsându-l pe contele Gilbert de Montpensier, în calitate de vicerege, cu o parte din trupe. S-a îndreptat spre nord, cu intenția de a-și croi drum spre Franța, înfruntând armatele Ligii. Bătălia decisivă s-a dat la Fornovo⁠(en)[traduceți], în Lombardia, pe 6 iulie 1495. Deși forțele Ligii erau superioare numeric celor franceze, bătălia s-a încheiat indecis, ambele tabere clamându-și victoria. Pe termen scurt, francezii au fost mai câștigați, Carol al VIII-lea continuându-și nestingherit drumul spre Franța, după ce i-a plătit și i-a demobilizat pe mercenarii săi elvețieni. Pe termen mai lung Liga și-a atins scopul: acela de a-i alunga pe francezi din peninsulă, iar o armată spaniolă, sub comanda lui Gonzalvo de Córdoba a recucerit orașul Napoli.
Liga s-a dizolvat după semnarea armistițiului de la Alcalá de Henares între Franța, Spania și Sfântul Imperiu Romano-German, la 24 noiembrie 1497. Războaiele care au măcinat însă Italia timp de peste o jumătate de secol, erau abia la început, urmând noi alianțe, noi trădări și noi suferințe pentru localnicii rămași la cheremul armatelor străine care își disputau sferele de influență.